# Антикрило

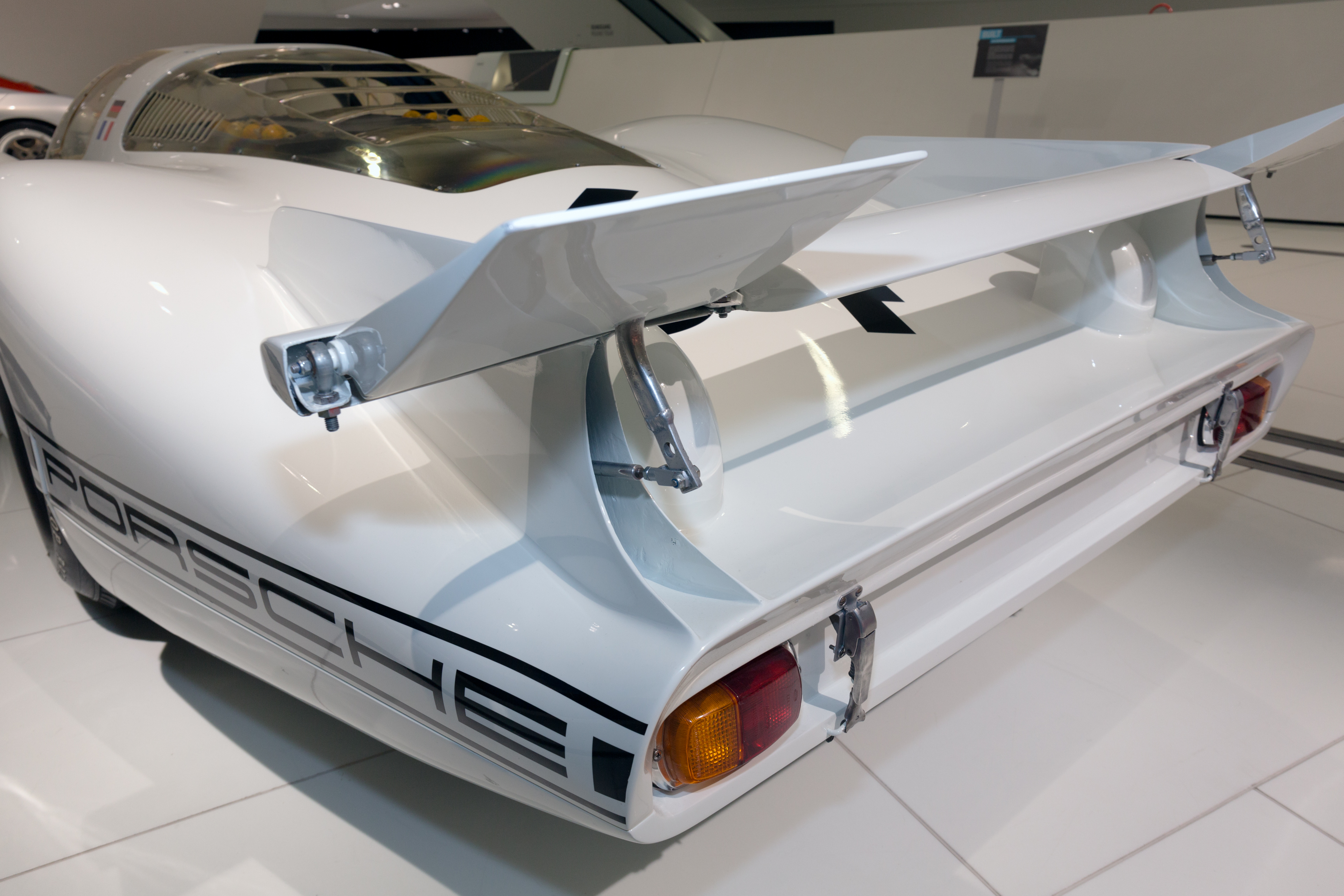
Антикрило гоночного автомобіля Porsche 908 (1969)

Антикрило́ — це аеродинамічний пристрій, що призначений для збільшення притискної сили автомобіля до дорожньої поверхні.

## Історична довідка

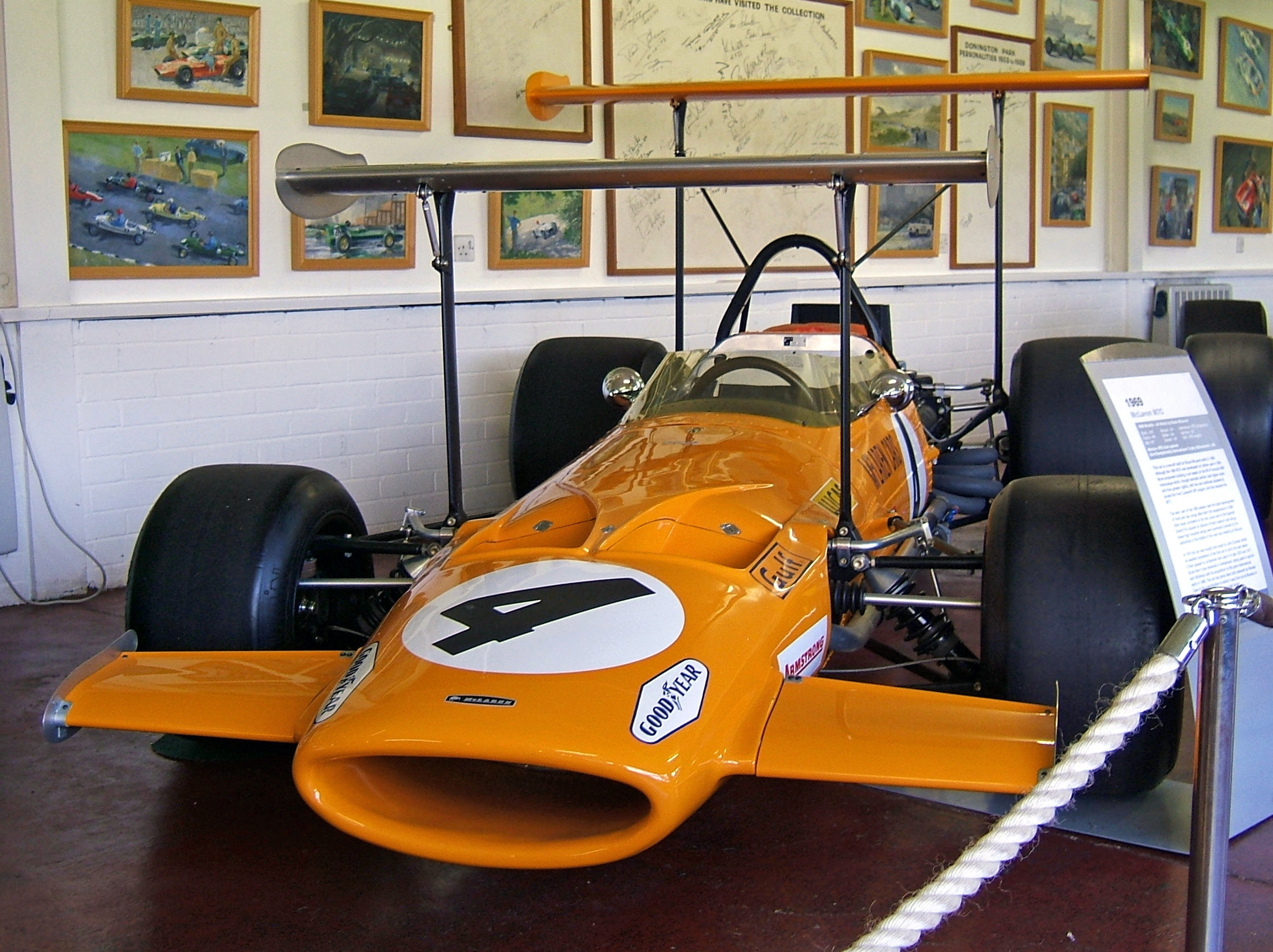
McLaren_M7C (1969)

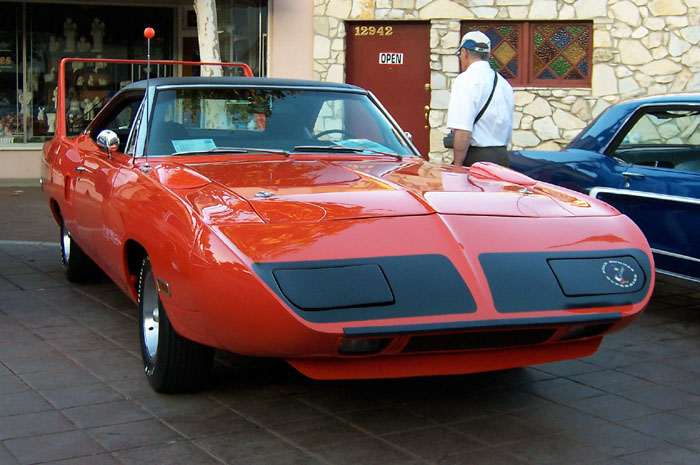
Plymouth Superbird з антикрилом (1970)

Вперше антикрило застосував 22-річний швейцарський інженер Майкл Мей (Michael May) на своєму «Porsche 550 Spyder» для участі у гонці «Нюрбургринг 1000 кілометрів» 27 травня 1956 року. Він ще був студентом, коли його двоюрідний брат П'єр купив йому гоночний автомобіль і він побачив перспективу у використанні перевернутого крила для створення притискного зусилля, що підвищувало зчеплення авто з дорогою у поворотах. Антикрило було оснащене системою важелів для зміни кута нахилу. На тестових заїздах автомобіль Мея показав кращі результати у порівнянні з найсильнішими конкурентами. Але до участі у перегонах у Нюрбургрингу його не допустили через протест, що нібито використане антикрило «обмежує видимість пілотам», що їхали позаду. Насправді відмову пролобіювали боси Porsche, які згодом запросили Мея на роботу у конструкторське бюро. Мей зміг взяти участь в іншій гонці у травні на автомобілі з антикрилом але не фінішував і ця ідея була покладена на полицю до пізніших часів.
Широке застосування антикрило почало знаходити у спортивних автомобілях у другій половині 1960-х років, зокрема серед перших у Формулі-1 були боліди моделей 312 F1 Ferrari (1968) і McLaren M7 (1968) та у серіях NASCAR автомобілі моделей Mercury Cyclone Spoiler II (1969) і Plymouth Superbird (1970).

## Призначення та конструктивні особливості
Створена антикрилом додаткова притискна сила збільшує граничну силу тертя між ведучими колесами і покриттям і, як наслідок, дозволяє автомобілю розвивати більше прискорення без зриву в занос. Антикрило виконує свої функції лише коли воно має певну форму та кута розташування. Антикрило у своєму поперечному перерізі, має форму перевернутого крила (про це свідчить і назва). Воно зазвичай розташовується під кутом 10…15° до поздовжньої осі автомобіля
На масових спортивних автомобілях антикрила можуть відігравати і скромнішу роль, забезпечуючи компенсацію підіймальної сили, що виникає через асиметрію корпуса автомобіля.
Негативний ефект від використання антикрила: зростання коефіцієнта лобового опору, внаслідок чого зменшується максимальна швидкість та зростає витрата пального.

## Принцип роботи
Внаслідок асиметрії обтікання тіла середовищем по третьому закону Ньютона і, в разі профільованого крила, за законом Бернуллі виникає додаткова сила притиснення автомобіля до дороги. Тиск над крилом, розташованим під негативним кутом атаки, є вищим за тиск під крилом (у зв'язку з розрідженням повітря під «оберненим» крилом).
Ця додаткова притискна сила збільшує граничну силу тертя між колесами і покриттям. За відсутності антикрила та інших аеродинамічних пристосувань граничне прискорення визначається характеристиками шин і покриття і, як правило, не перевищує 1,0...1,1g (10…11 м/с²) зі спортивними шинами серійного виробництва. Для порівняння, боліди Формули-1 можуть проходити повороти і гальмувати з прискоренням до 5g, в основному за рахунок притискної сили від антикрил та інших елементів дизайну, яка у декілька разів перевищує вагу самого боліда.

## Сучасні варіанти використання

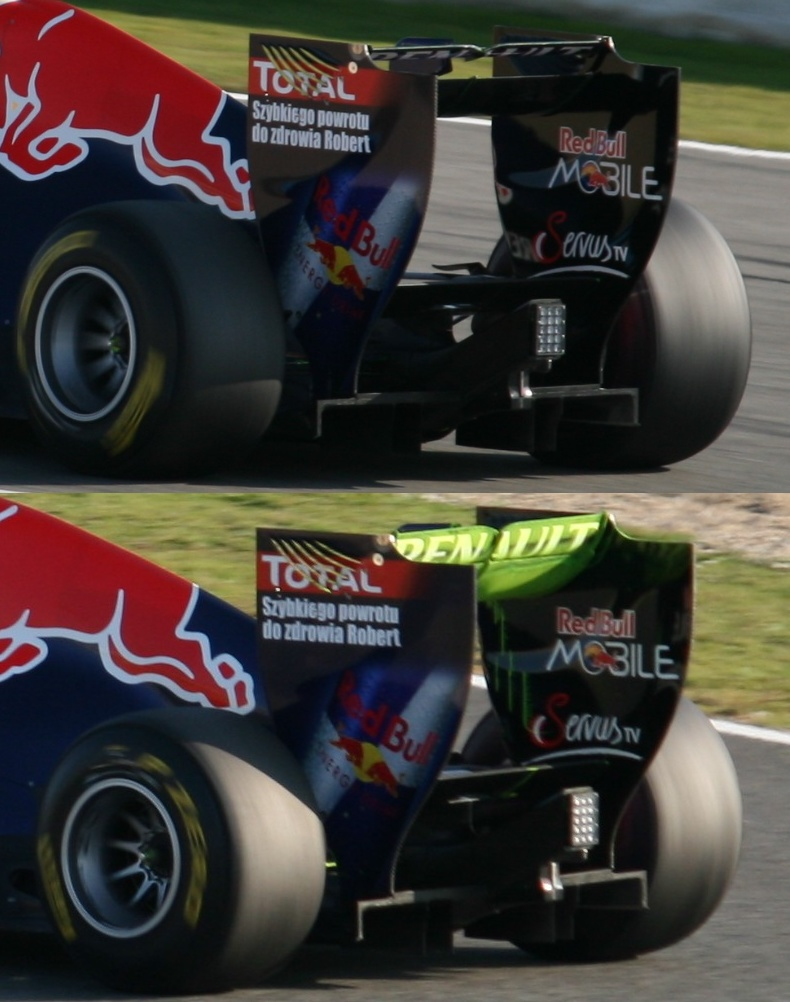
DRS на Red Bull RB7: вгорі заднє антикрило активоване, внизу — у стандартній конфігурації

Останні покоління серійних спортивних автомобілів мають антикрила з регульованим кутом атаки. Кут положення антикрила змінюється залежно від швидкості або прискорення:
- при помірних швидкостях (приблизно до 140 км/год) антикрило «ховається»;
- при високих виконує свою функцію, навантажуючи задню вісь;
- при високому негативному прискоренні (гальмування або зміна траєкторії) антикрило стає в агресивний кут атаки (приблизно 45°) і пригальмовує автомобіль (аналогічно до спойлерів літака).

У автоспорті кероване антикрило, як правило, є забороненим. У Формулі-1 починаючи з сезону 2011 року дозволяється використання системи DRS (англ. Drag Reduction System — система зниження турбулентності), яка дозволяє автомобілю-переслідувачу зменшувати кут атаки крила на спеціально відведених для цього ділянках траси, що зменшує лобовий опір і, відповідно, зростає максимальна швидкість.
Для притискання передніх і задніх коліс використовуються відповідно переднє і заднє антикрило.

## Галерея

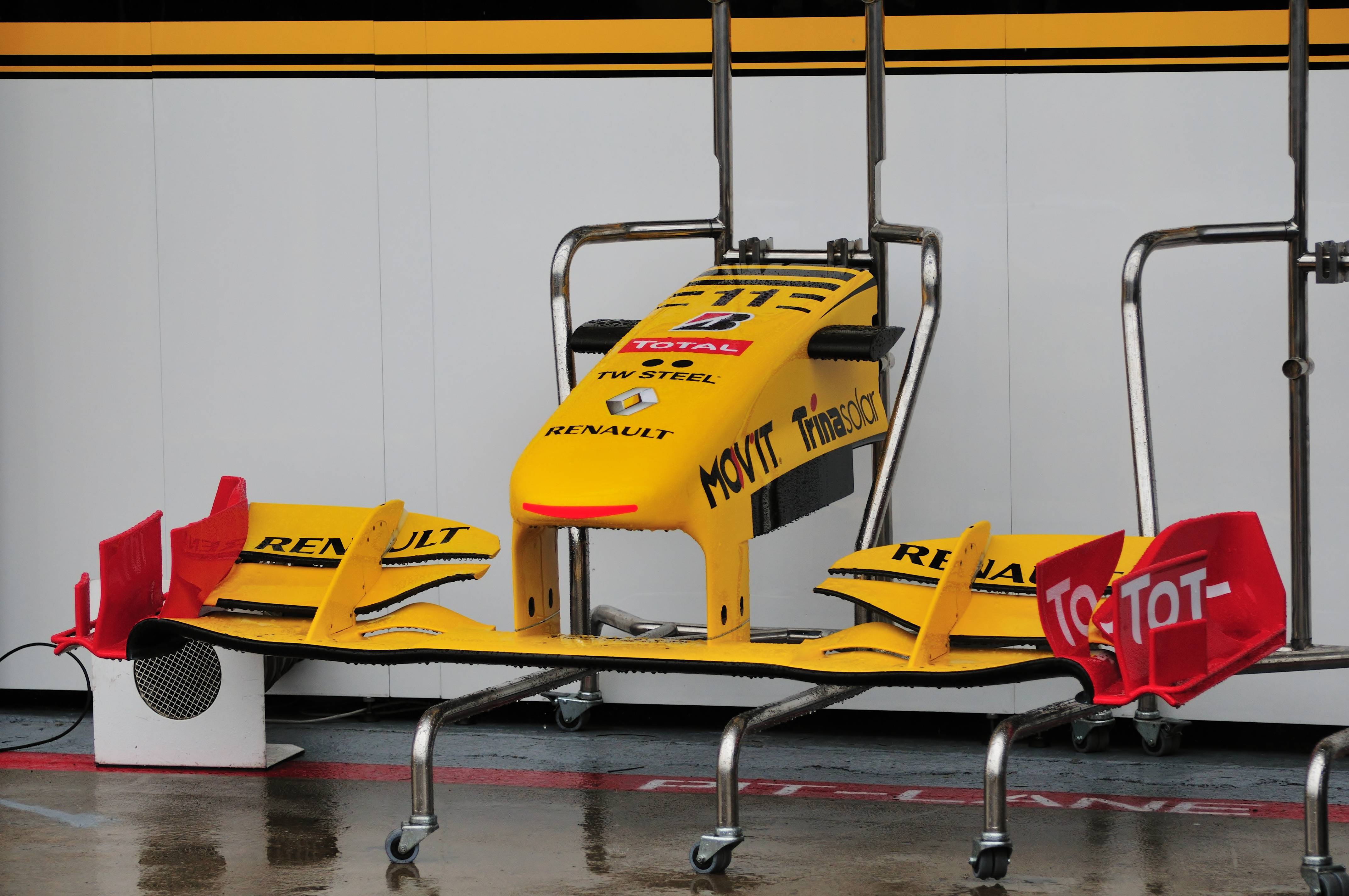
Переднє антикрило боліда Формули-1 Renault R30 (2010)
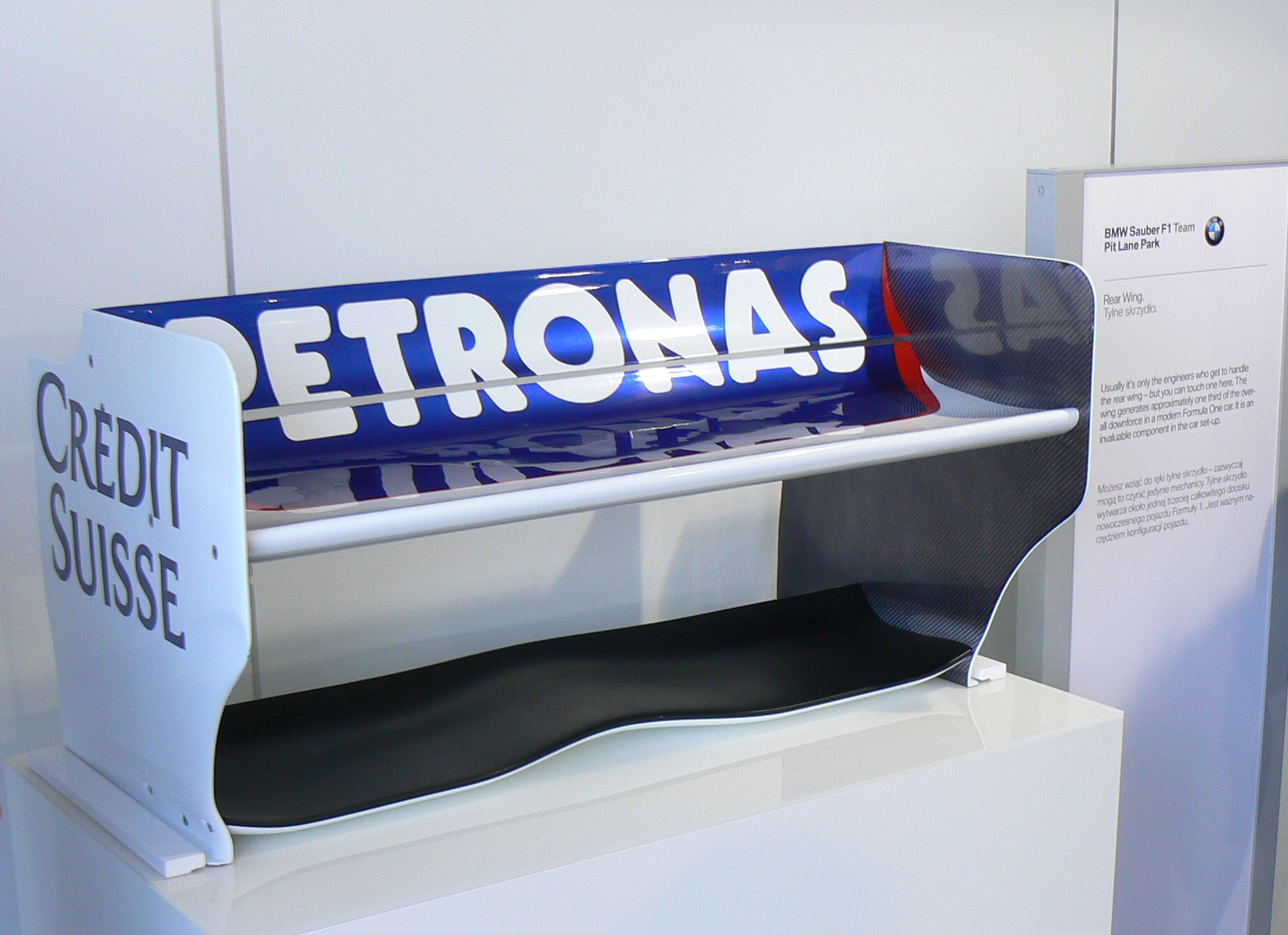
Заднє антикрило BMW Sauber F1.07 (2007)
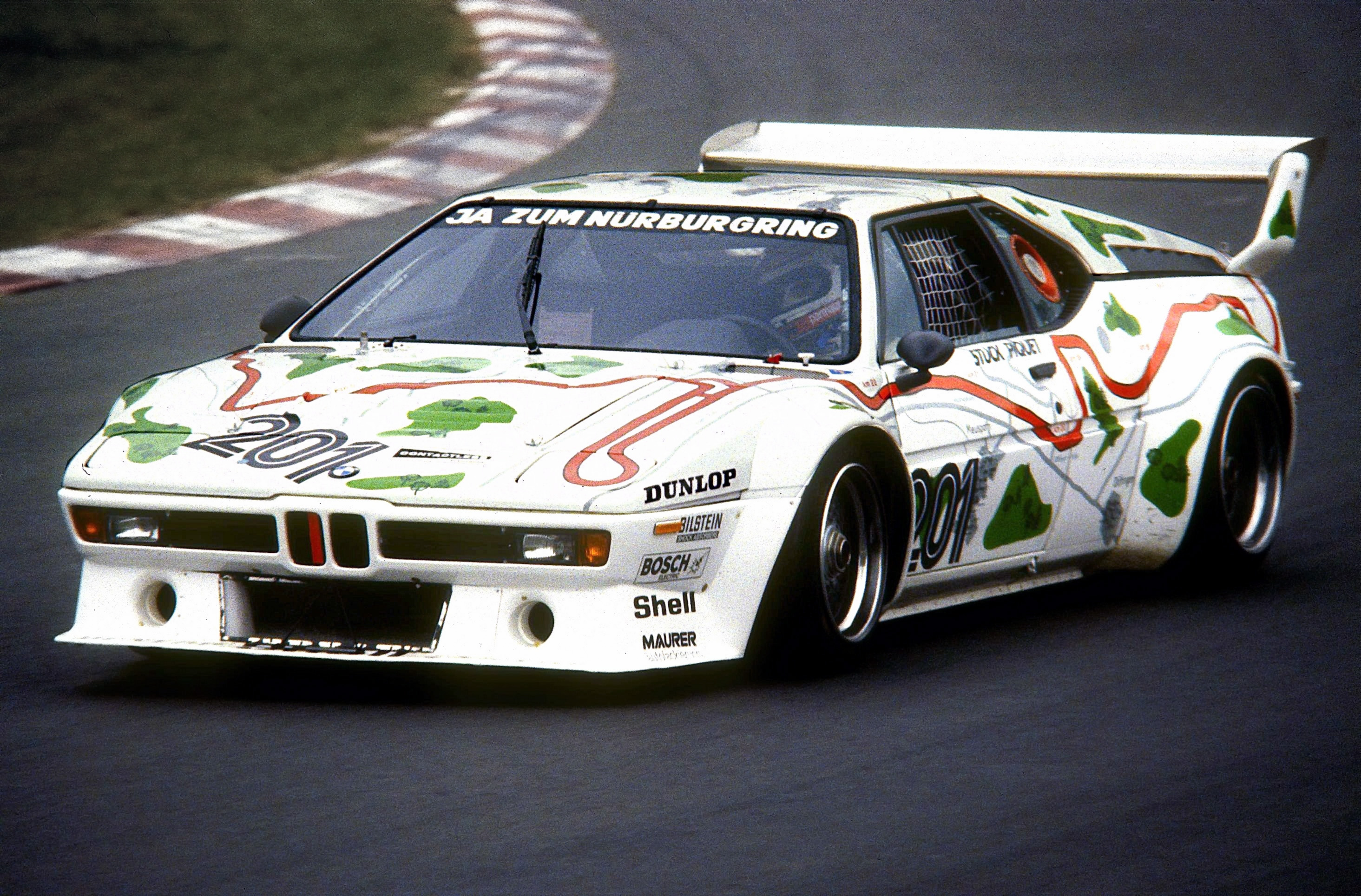
BMW M1 на Нюрбургрингу (1980)
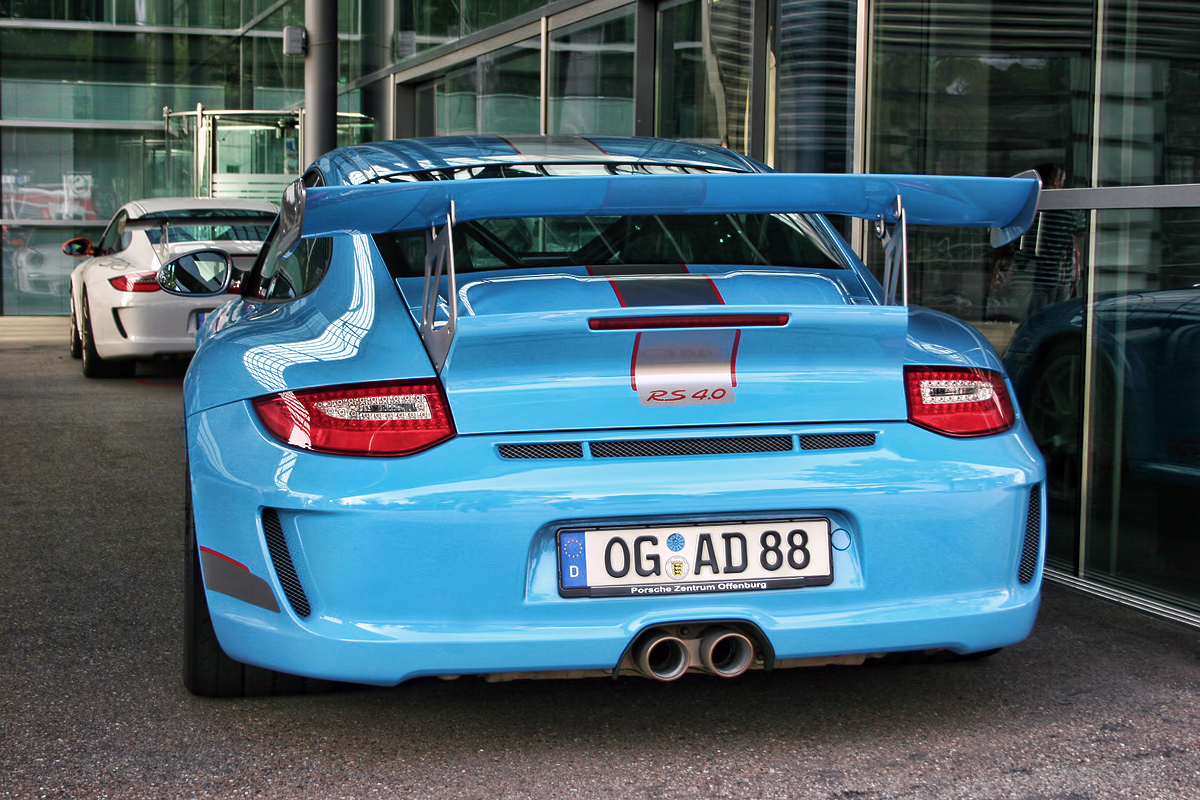
Porsche 911 GT3 RS 4.0 (2013)